# 金子マーティン
金子 マーティン（かねこ マーティン、Kaneko Martin、1949年7月20日 - ）は、オーストリア国籍の社会学者。日本女子大学名誉教授（哲学博士）。ヨーロッパ史・現代社会思想史を専攻。特に差別問題の専門家で、ロマ民族（いわゆるジプシー）の迫害史やホロコーストを研究している。
母の金子イトは金子スポーツ振興株式会社代表取締役社長。継父は指揮者の金子登。ファッションモデルのサビーネ金子は妹。

## 略歴
1949年、イギリスのブリストルに生まれ、日本人と再婚した母に連れられて1956年に来日、小学校1年から神奈川県鎌倉市で育つ。子供の頃「アメリカ人、アメリカ人」と囃し立てられ石を投げつけられたことがあるが「ボク個人としては、ある程度差別を受けてきたのがプラスになっている」と語っている。1969年、東京大森の東京ドイツ学園を卒業。
1969年にオーストリアへ渡り、ウィーン大学哲学部日本学科に入学。もともとカナダで林業技士になることを志望していたが、1970年、大阪における日本万国博覧会のドイツ館でアルバイトをしていた時、仲間の大学生から被差別部落のことを話され、それに反論できなかったことをきっかけとして部落研究に転向。
1973年から1975年まで京都大学経済学部研修員。1978年、ウィーン大学大学院日本学研究所日本学専攻博士課程修了。同年、ウィーン大学日本学研究所助手に就任（のち講師）した。1983年、オーストリア国籍を取得。1991年秋に再び来日し、日本女子大学人間社会学部現代社会学科教授。

## 人物
- 1997年、「週刊金曜日」誌上に「『ガス室はなかった』と唱える 日本人へ捧げるレクイエム」と題する文章を寄稿し、ホロコースト否定論を批判したため、ホロコースト否定論者木村愛二から名誉毀損で提訴されるも、1999年に請求棄却となる。
- 部落解放研究所の村越末男と親しく、1988年には部落解放同盟が反差別国際運動（IMADR）を組織する際に協力したことで知られる。

## 著書
- 『神戸・ユダヤ人難民1940 - 1941 「修正」される戦時下日本の猶太人対策』（みずのわ出版）2003年
  - [独訳] Martin Kaneko, Die Judenpolitik der japanischen Kriegsregierung, Berlin, Metropol Verlag, 2008.
- 『「ジプシ－収容所」の記憶　ロマ民族とホロコースト』編訳（岩波書店）1998年
- 『ナチス強制収容所とロマ』編訳（明石書店）1991年
- 『ロマ民族の起源と言語:インド起源否定論批判』解放出版社、2021年。ISBN 978-4-7592-6343-5。
- 『ロマ 「ジプシー」と呼ばないで』影書房、2016年。ISBN 978-4-87714-465-4。
- 編訳『ロマ民族の口述伝承　童話・笑話・怪談・猥談・物語』三一書房、2023年。ISBN 978-4-380-23000-4。

## 訳書
- ロナルド・リー 著、金子マーティン 訳 『ロマ 生きている炎 ─ 少数民族の暮らしと言語』渓流社、2014年。ISBN 978-4-7791-1995-8。
- アレクス・ウェディング 著、金子マーティン 訳『エデとウンク―1930年 ベルリンの物語』影書房、2016年。ISBN 978-4-87714-463-0。